# Zapornik
Ploziv, okluziv ili zapornik vrsta je suglasnika koja se proizvodi zaustavljanjem struje zraka.
Primjeri fonemičnih ploziva u hrvatskome jeziku jesu glasovi:
|          | Bilabijalni | Alveolarni | Velarni |
| -------- | ----------- | ---------- | ------- |
| Bezvučni | p           | t          | k       |
| Zvučni   | b           | d          | g       |

Zapornici se tvore u dvjema fazama: faza pripreme i faza otpuštanja. U prvoj se artikulatornim organima postavi prepreka u usnoj šupljini, a zrak se nakuplja iza nje stvarajući pritisak. U drugoj se zrak naglo otpusti stvarajući malenu eksploziju koja daje svakomu glasu specifičan zvuk s obzirom na mjesto prepreke u ustima (mjesto artikulacije).